# مقهى الشاي (مسرحية)
مقهى الشاي، هي مسرحية درامية من ثلاثة أجزاء للكاتب لاو شى، وقد كتبها في الفترة بين عامي 1956 و1957، وتم نشرها في مجلة الحصاد في شهر يوليو من عام 1957. وهو العمل المٌمَثل للأديب لاو شى.
قصة المسرحية
تدور أحداث المسرحية حول مقهى شاي في بكين يُدعى «يو تاي»، والذي يضم كافة أنواع واشكال الناس، الذي قلما تجدهم في المجتمع، ويصف أيضاً المجتمع الصيني وتقلباته منذ خمسين عاماً في الفترات التاريخية الثلاث اللائي يشملن «نهاية عصر أسرة تشين، وفترة انفصال أمراء الحروب، وحرب اليابانية الصينية الثانية»، والتغييرات المجتمعية التي حدثت إبان تلك الفترة. ويصف أيضاً المجتمع الصيني قبل بناء جمهورية الصين الشعبية

## عرض المسرحية
عُرضت المسرحية لأول مرة ب مسرح الشعب للفنون بالعاصمة الصينية بكين في التاسع والعشرين من مارس عام 1958، وهي من الأعمال الكلاسيكية الخالدة. قام كلاً من جياو جو ين وشيا تشون بأداء أدوار التمثيل في تلك المسرحية.
في السادس عشر من شهر يوليو عام 1992 وهي الذكرى الأربعون على تأسيس مسرح الشعب للفنون، تم عرض النسخة الأصلية من المسرحية كنوع من التوديع، والتي تُعد بمثابة المرة رقم 374 لعرضها في هذا المسرح. تم إعادة عرضه في مسرح العاصمة، وقام لين تشاو هوا بأداء دور العرض في تلك المسرحية.
وصولاً إلى السابع والعشرين من مايو عام 2004، كان قد تم عرض المسرحية في نسختها الجديدة بإجمالي خمسمائة مرة. وفي العاشر من يونيو عام2010، وصل عدد مرات عرض النسخة الأولية من المسرحية غلى ستمائة مرة. قام وانغ تشونغ بأداء دور تمثيلي في المسرحية في مسرح الحلم التجريبي، قام أربعة وأربعون ممثلاً بأداء المسرحية أمام أحد عشر ممثلاً. لكنهم لم يقوموا بأداء الدور بطريقة جيدة، حيث أنهم التزموا بأداء الحوار المناسب للمسرحية، لكن لم يصل أي معنى من معاني مقهى الشاي ولا حياة المجتمع القديم غلى الناس، فكأن الحضور يشاهدوا الحياة في حجرة دراسة بداخل مدرسة ثانوية.

## الترجمة
قامت ماها تشاكرى سيريندهورن بترجمة المسرحية غلى اللغة التايلاندية، وعٌرضت في سفارة الصين ب تايلاند في السابع عشر من يوليو عام 2017.